# La Rixouse
La Rixouse là một xã trong vùng hành chính Franche-Comté, thuộc tỉnh Jura, quận Saint-Claude, tổng Saint-Claude. Tọa độ địa lý của xã là 46° 28' vĩ độ bắc, 05° 53' kinh độ đông. La Rixouse nằm trên độ cao trung bình là 732 mét trên mực nước biển, có điểm thấp nhất là 443 mét và điểm cao nhất là 996 mét. Xã có diện tích 12.59 km², dân số vào thời điểm 1999 là 215 người; mật độ dân số là 17 người/km².

## Thông tin nhân khẩu
| 1962 | 1968 | 1975 | 1982 | 1990 | 1999 |
| ---- | ---- | ---- | ---- | ---- | ---- |
| 102  | 129  | 107  | 142  | 173  | 215  |

## Địa điểm tham quan
Nhà thờ trong làng được xây dựng trong thế kỉ thứ 17.